# Need for Speed (film)
Need for Speed – amerykańsko-brytyjsko-francusko-filipiński film akcji z 2014 roku w reżyserii Scotta Waugha. na podstawie gier wyścigowych z serii "Need for Speed"

## Obsada

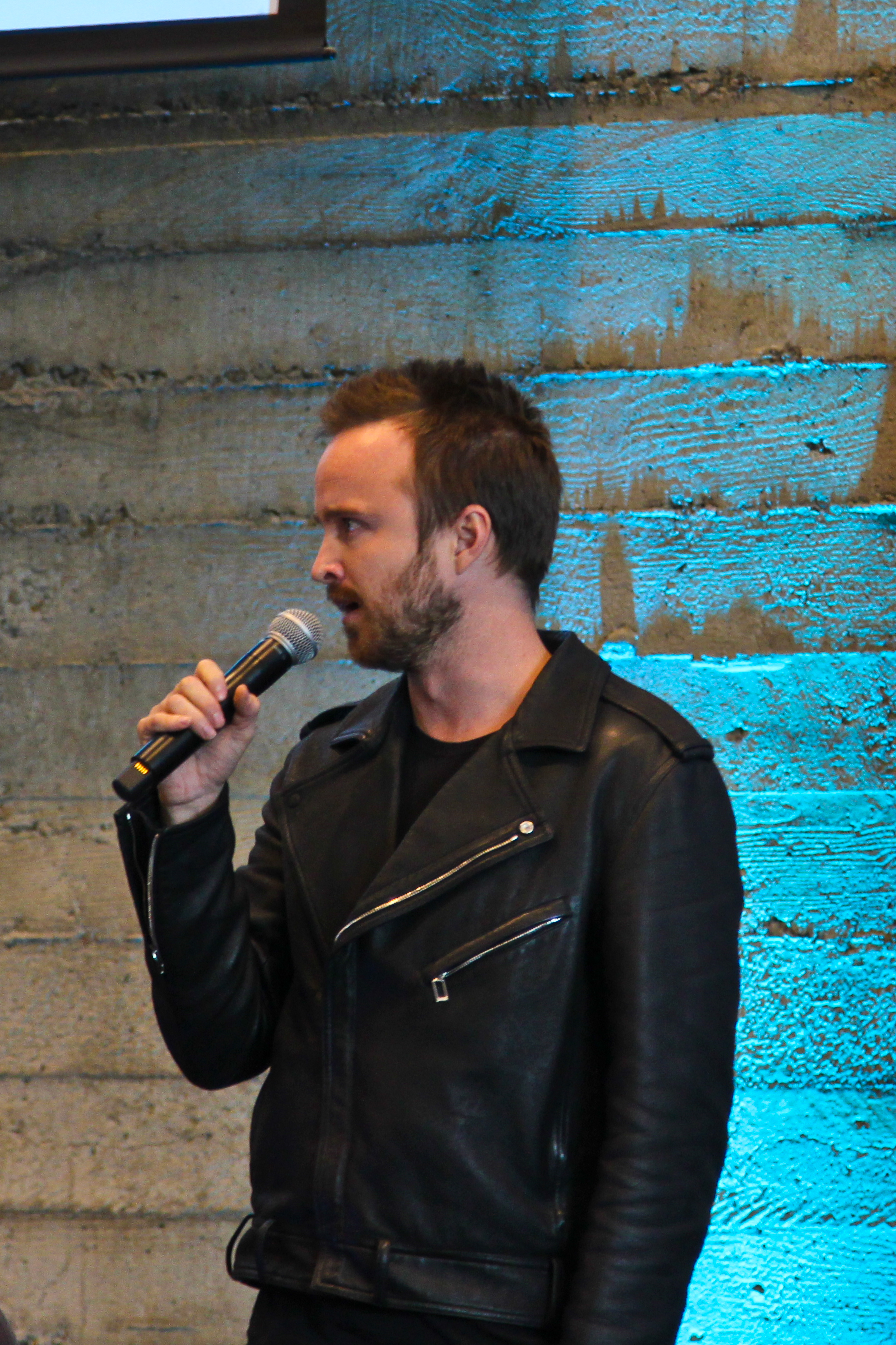
Aaron Paul

- Aaron Paul jako Tobey Marshall
- Imogen Poots jako Julia Maddon
- Dominic Cooper jako Dino Brewster
- Ramon Rodriguez jako Joe
- Kid Cudi jako Benny
- Rami Malek jako Finn
- Michael Keaton jako Monarch
- Harrison Gilbertson jako Pete
- Dakota Johnson jako Anita